# Candelabro (planta)
Euphorbia ingens (Sinônimo: Euphorbia candelabrum) é uma espécie de planta no gênero Euphorbia e a família Euphorbiaceae. É nativo para áreas secas do sul da África. É popularmente conhecida como Candelabro, Mandacaruzinho e Cerca-viva. Seu látex leitoso pode ser extremamente venenoso e um perigoso irritante. No sertão do Nordeste brasileiro é utilizado para a construção de cercas-vivas. Por ter evoluído de forma convergente ao grupo das cactáceas é comumente confundido com cactos.

## Distribuição
A planta ocorre no Malawi, Moçambique, Zimbábue, Zâmbia, Botswana, Tanzânia, África do Sul (território das antigas províncias de Natal e Transvaal) e de Essuatíni. Cresce em terras secas e semi-savanas. Ele prefere regiões quentes, pois pode sobreviver a longas secas. Geralmente se origina em afloramentos rochosos ou profundamente em areia entre os arbustos. No Brasil a planta é utilizada como cerca-viva na região nordestina mas também pode ser usada em diferentes regiões para decoração.

## Descrição
Esta árvore alta e suculenta, com ramos redondos e redondos parecidos com um balão, pode atingir 6-8 metros de altura. Seu tronco é grosso. As hastes de Candelabro têm 5 nervuras cada uma e são de 3,5 a 7,5 centímetros de espessura. Os brotos segmentados são de verde escuro. Os brotos jovens produzem espinhos de 0,5-2 milímetros de comprimento, muitas vezes curvados. Pequenas flores amarelas esverdeadas sentam-se nos cumes do segmento mais alto. A planta floresce do outono ao inverno. Uma fruta vermelha de cápsula de 3 lobos redonda torna-se roxa quando amadurecida. As flores da planta são atraentes para borboletas, abelhas e outros insetos, que os polinizam ao reunir pólen e néctar. As sementes são comestíveis para aves, que também gostam de fazer seus ninhos nos ramos dessas árvores. Particularmente, os pica-paus costumam usar segmentos secados para esse fim.

## Usos
O látex leitoso da árvore é extremamente venenoso e pode causar cegueira, irritação grave da pele e envenenamento (quando ingerido) com humanos e animais. No entanto, quando utilizado adequadamente, esta planta pode servir como purgantes ou inibidor de drogas. Na África do Sul e Zimbabwe, as hastes de árvore de candelabros também são usadas para intoxicação por peixe.
A Madeira de polpa clara e sólida é utilizada na produção de portas, pranchas e barcos. Este tipo de árvore é muito despretensiosa e, portanto, pode ser cultivada tanto em jardins como em rochedos. A planta prefere o sol e precisa de pouca água para nutrir. Como o látex é venenoso, as pragas das plantas não causam nenhum dano.